# تشارلز كوريل
تشارلز كوريل (بالإنجليزية: Charles Correll)‏ هو مصور سينمائي ومخرج أمريكي، ولد في 23 يناير 1944 في لوس أنجلوس في الولايات المتحدة، وتوفي في 15 يونيو 2004 في طرزانا، لوس أنجلوس في الولايات المتحدة.

## وصلات خارجية
- تشارلز كوريل على موقع IMDb (الإنجليزية)
- تشارلز كوريل على موقع ألو سيني (الفرنسية)
- تشارلز كوريل على موقع أول موفي (الإنجليزية)
- تشارلز كوريل على موقع قاعدة بيانات الأفلام السويدية (السويدية)
- تشارلز كوريل على موقع قاعدة بيانات الفيلم (الإنجليزية)
- تشارلز كوريل على موقع كينوبويسك (الروسية)